# Ukochany (film 1939)
Ukochany (ang. Love Affair) – amerykański film z 1939 roku w reżyserii Leo McCareya.

## Nagrody i nominacje
| Nazwa nagrody | Wygrane            | Nominacje |
| ------------- | ------------------ | --- |
| Oscar         | 1940 bez rezultatu | 1940 Najlepszy film wytwórnia RKO Radio Najlepsza aktorka pierwszoplanowa Irene Dunne Najlepsza aktorka drugoplanowa Maria Ouspenskaya Najlepsza piosenka "Wishing", wyk. zespół dziecięcy Irene Dunne Najlepsza scenografia Alfred Herman oraz Van Nest Polglase Najlepsze oryginalne materiały do scenariusza Leo McCarey oraz Mildred Cram |